# La Bordeta (Lérida)

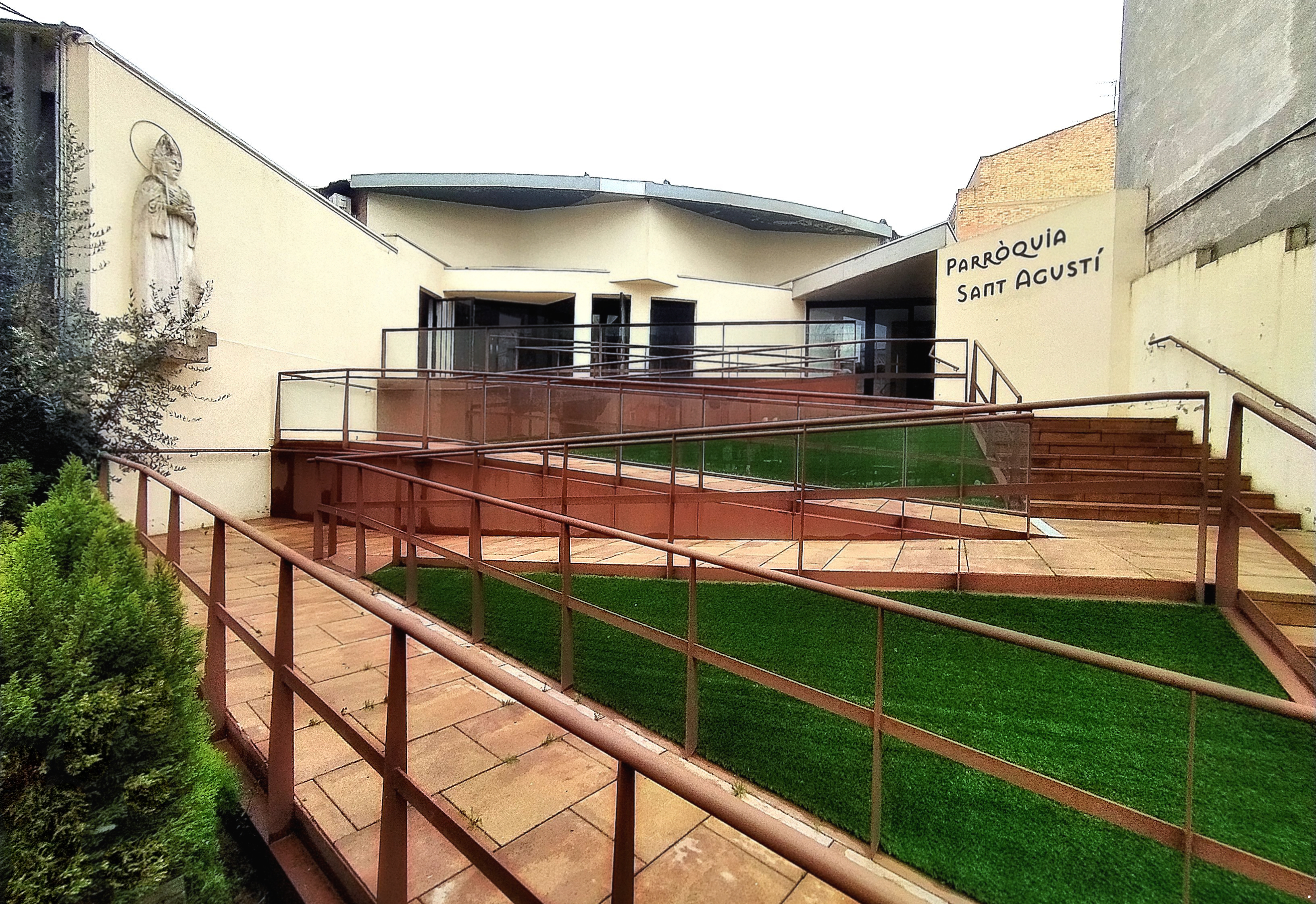
Parroquia de San Agustín (La Bordeta-Lérida)

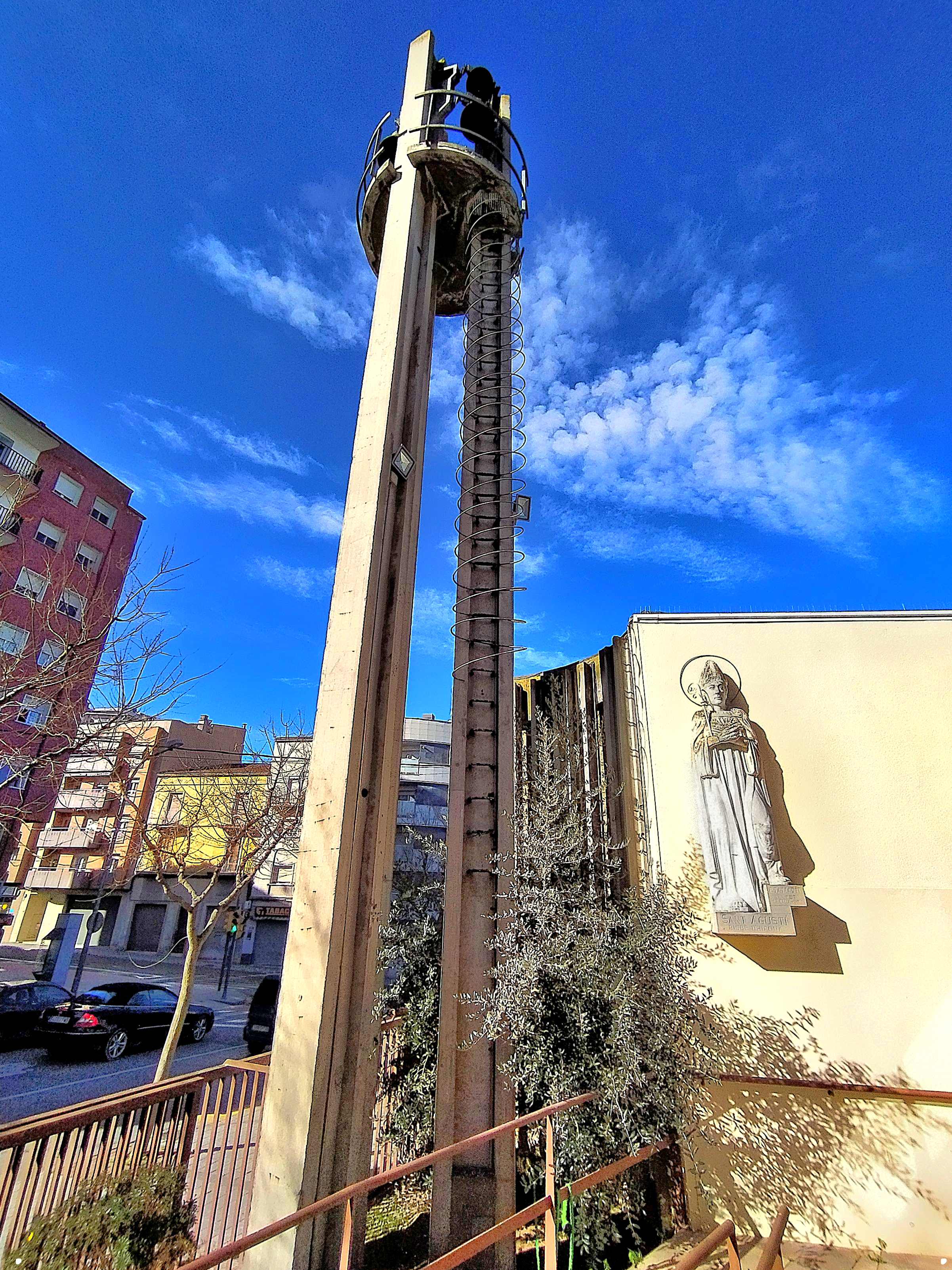
Campanario de la parroquia de San Agustín (La Bordeta-Lérida).

La Bordeta es un barrio de la ciudad de Lérida, situado en el margen izquierdo del río Segre.
En el año 2010 tenía 13 074 habitantes.

## Etimología
El nombre del barrio proviene del hostal homónimo que se construyó donde hoy día existe el centro del barrio, en el año 1787. 
Antes del año 1787 La Bordeta se llamaba Vilanova de l'Horta, Vilanova de Fontanet (debido a la acequia de Fontanet que pasaba por el lugar), o más habitualmente, Vilanoveta. 

## Geografía
La Bordeta tiene una extensión aproximada de 2,5 kilómetros cuadrados y está delimitado por la antigua carretera actual Avda de Barcelona  N-IIa  al norte, con el acceso a la AP2 y Copa d'Or al oeste, la vía ferroviaria en el este y la carretera  C-13  actual variante sur, como su nombre indica al sur. En este punto, como en todas las partidas rurales que tienen alguna interrelación con la Bordeta, justo al otro lado de la Variante Sur encontramos la Sierra, lugar de recreo y salidas de paseo de ciclistas, BTT y viandantes. 
Dentro de lo que es el término municipal de Lérida, La Bordeta limita con Cappont, Copa d'Or (más conocido como el vial y considerado como parte del barrio)  y Magraners, barrios con los que forma el entramado urbano de Lérida en el margen izquierdo del Segre.

## Historia
Este barrio se formó poco después de la conquista de Lérida (1149), bajo la denominación de Vilanova de l'Horta, Vilanova de Fontanet, o más habitualmente, Vilanoveta. La zona donde nació este núcleo urbano es un pequeño islote de secano de la huerta de Lérida, en la margen izquierdo del río Segre, de donde partían los caminos a Barcelona, Tarragona y Tortosa. 
Durante el asedio de Lérida por parte de las tropas de Felipe IV (1646) se despobló; sin embargo, los molinos continuaron funcionando y a su alrededor surgió un hostal (1787) que dio nombre al nuevo arrabal, La Bordeta. Avanzada la centuria siguiente se fue poblando de casas de labranza y viviendas de recreo. 
A principios del siglo pasado se convirtió en zona residencial de buena parte de la burguesía de la ciudad, con multitud de magníficas torres (algunas de estilo modernista) que desgraciadamente desaparecieron en el transcurso de la segunda mitad del siglo. 
Después de la Guerra Civil de 1936-39, el barrio creció desmesuradamente debido a las migraciones que llegaron a Cataluña procedentes del resto de España. 
Actualmente, y desde los años 90, es uno de los barrios emergentes de la ciudad en lo referente al crecimiento urbanístico y demográfico.

## Actividades culturales y deportivas
Las fiestas mayores del barrio, en honor al patrón, San Jaime, se celebran la penúltima semana de julio. 
El equipo local de fútbol, la Unió Esportiva Bordeta, fue fundado en 1961 por Josep Antoni Casas, y cuenta con un campo de césped artificial y otro de tierra. 
Aunque el equipo amateur llegó a jugar en Preferente, desapareció en el año 2005 para que el club se dedicase únicamente a la formación de jugadores, desde "babys" hasta juveniles. 
El Pabellón de La Bordeta ha jugado como local el equipo de hockey de la ciudad, la Lista Azul, actualmente en la OK Liga (primera división del hockey español).

## Equipamientos

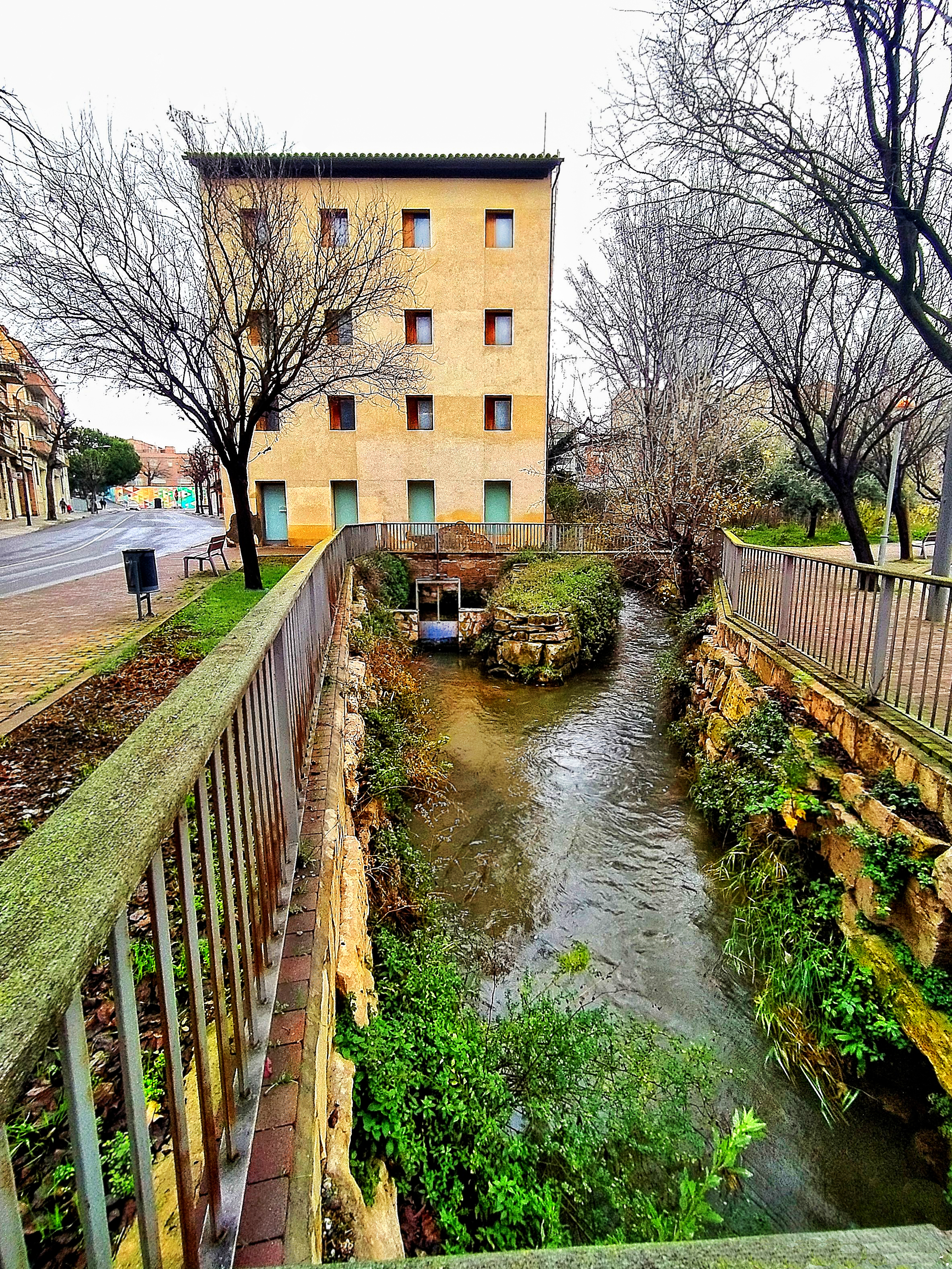
Molino de San Anastasio o Vilanoveta, su origen es del

La Bordeta cuenta con tres colegios públicos que imparten hasta primaria, los colegios Joan Maragall, el Enric Farreny y Parc del Aigua, y un colegio concertado que imparte hasta secundaria, El Carmen. 
El barrio también cuenta con una guardería, inaugurada hace poco, y un instituto de bachillerato, del IES María Rúbies.
En 1992 se construyó el recinto de las piscinas municipales, de 4.085 metros cuadrados y con un aforo de 350 personas 
En materia de salud el barrio cuenta con un centro de atención primaria, CAP Bordeta-Magraners, que como indica el nombre también da servicio al barrio vecino de Magraners. 
Uno de los edificios emblemáticos del barrio es el recientemente rehabilitado, molino de Sant Anastasi, o de Vilanoveta. Este antiguo molino harinero que tiene sus orígenes en el siglo XIII funcionaba gracias a la acequia de Fontanet, que le proporcionaba fuerza para mover las ruedas que se utilizaban para moler cereales.
En la actualidad forma parte del museo del "aigua" conjuntamente con las instalaciones de la Canadiense, en el mismo bario, en la Avda Miquel Batllori. 
La Bordeta con un pequeño y mediano comercio, tradicional y de proximidad ayuda a dar al barrio esa energía necesaria para ser un barrio con vitalidad y autoafirmación de ser. Este convive con superficies comerciales que han abierto recientemente; DECATHLON, ESCLAT y MEDIAMARK. Estos últimos están concentrados en la zona que conforma un trianguanlo al noroeste del barrio. Esta zona pertenecía a la partida rural COPA D'OR, que por su condición de partida retrocede conforme avanza la trama urbana, según comentan sus propios vecinos. Eso no quiere decir que pefectamente se reconozca como COPA D'OR.
Tenemos en el barrio varias plazas; Sant Jordi, esplai, L'Amistat, Drets Humans (esta por remodelar), Tiurana y zonas verdes; parc Joan Oro, o popularmente Parc del Aigua, y al final de la calle Paluet, en este último punto es factible ampliar la zona del parque hasta delimitarlo con las calles que los rodean e introducir equipamientos para la juventud, que actualmente carecen en el barrio. Pista skate, rocódromo, escenario actuaciones con toma de corriente, pista deportivas al airelibre y de acceso libre, etc..
De las torres modernistas a salvar nos quedan pocas, como Vila Remei, la cual urge da una salida como equipamiento para rescatarla del abandono, el mismo caso de abandono tenemos en la casa Baúles, Avda Artesa. 
La Bordeta cuenta, también, con unas excelentes instalaciones deportivas del Sicoris Club. Estas instalaciones constan de un campo de césped natural con pista de atletismo, piscina cubierta y descubierta, pabellón, pistas de tenis y seis de pádel, entre otros equipamientos.
Tal y como habíamos comentado en el punto de la localización, justo al otro lado de la Variante Sur encontramos la sierra de PUIGDEVALL, lugar de recreo y salidas de paseo de ciclistas, BTT y viandantes.

## Comunicaciones
La Bordeta tiene unos buenos accesos viarios; se comunica con el barrio de Cappont y la antigua  N-II  gracias a la Avenida de las Garrigas y la calle de Miquel Batllori (conocido como el vial de La Bordeta), con el municipio vecino de Albatarrech por la avenida de Flix y con Artesa de Lérida por la avenida de Artesa, avenidas que van a parar a la  C-13 , futura circunvalación sur de Lérida.
También se comunica con el barrio de Magraners por la calle Palauet. 
El barrio dispone de dos líneas propias de bus urbano, la 5, que lo conecta con el centro de la ciudad, y la 17, que lo conecta con Ciudad Jardín. Además, las líneas 6 (Magraners) y LP (Polígonos) tienen paradas.

## Personas destacadas
Charlotte (Lérida, 2005 - Bordeta, 2023), estudiante de farmacia.